# Dienstgrade des Malteser Hilfsdienstes
Die folgende Tabelle zeigt die Dienstgrade des Malteser Hilfsdienstes und die zugehörigen Abzeichen.

## Dienstgrade

### Ebenen in den Einheiten
Die Ernennung bzw. Berufung erfolgt durch die Ortsleitungen, in denen die Einheiten angegliedert sind.
| Dienstgrad                                                | Schulterklappe    | Ärmelabzeichen    | Kragenspiegel      |
| --------------------------------------------------------- | ----------------- | ----------------- | ------------------ |
| Helfer / -in                                              | Helfer/in         | Helfer/in         | MHD - Einheit (KS) |
| Truppführer / -in / Gruppenleiterassistent / -in (Jugend) | Truppführer       | Truppführer       | MHD - Einheit (KS) |
| Gruppenführer / -in / Gruppenleiter / -in (Jugend)        | Gruppenführer     | Gruppenführer     | MHD - Einheit (KS) |
| Stellvertretende(r) Zugführer / -in                       | Stv Zugführer     | Stv Zugführer     | MHD - Einheit (KS) |
| Zugführer / -in                                           | Zugführer         | Zugführer         | MHD - Einheit (KS) |
| Stellvertretender Verbandführer / -in                     | Stv Diensteleiter | Stv Diensteleiter | MHD - Einheit (KS) |
| Verbandführer / -in                                       | Diensteleiter     | Diensteleiter     | MHD - Einheit (KS) |

### Bezirks- / Kreis- / Stadt- / Ortsebene
Die Ernennung bzw. Berufung erfolgt in der Regel durch den Diözesanvorstand.
| Dienstgrad                                             | Schulterklappe | Kragenspiegel                     | Kragenkordel   |
| ------------------------------------------------------ | -------------- | --------------------------------- | -------------- |
| Bezirks- / Kreis- / Stadt- / Ortsseelsorger            | Helfer/in      | MHD - Bezirksseelsorger (KS)      | bronze         |
| Bezirks- / Kreis- / Stadt- / Ortsreferent / -in        | Helfer/in      | MHD - Bezirksreferent (KS)        | bronze-schwarz |
| Bezirks- / Kreis- / Stadt- / Ortsgeschäftsführer / -in | Helfer/in      | MHD - Bezirksgeschäftsführer (KS) | bronze-schwarz |
| Bezirks- / Kreis- / Stadt- / Ortsbeauftragter / -in    | Helfer/in      | MHD - Bezirksbeauftragter (KS)    | bronze         |

### Landes- / Diözesanebene
Die Ernennung bzw. Berufung erfolgt durch die Bundesleitung.
| Dienstgrad                              | Schulterklappe          | Kragenspiegel           | Kragenkordel   |
| --------------------------------------- | ----------------------- | ----------------------- | -------------- |
| Landes- / Diözesanseelsorger            | Diözesanseelsorger      | Diözesanseelsorger      | silber         |
| Landes- / Diözesanreferent / -in        | Diözesangeschäftsführer | Diözesangeschäftsführer | silber-schwarz |
| Landes- / Diözesangeschäftsführer / -in | Diözesangeschäftsführer | Diözesangeschäftsführer | silber-schwarz |
| Landes- / Diözesanbeauftragter / -in    | Diözesanbeauftragter    | Diözesanbeauftragter    | silber         |

### Bundesebene
| Dienstgrad                  | Schulterklappe        | Kragenspiegel         | Kragenkordel |
| --------------------------- | --------------------- | --------------------- | ------------ |
| Bundesseelsorger            | Bundesseelsorger      | Bundesseelsorger      | gold         |
| Bundesreferent / -in        | Bundesreferent        | Bundesreferent        | gold-schwarz |
| Bundesgeschäftsführer / -in | Bundesgeschäftsführer | Bundesgeschäftsführer | gold-schwarz |
| Präsidium                   | Präsidium             | Präsidium             | gold         |